# Ikarus 55
Ikarus 55 — междугородный автобус, выпускавшийся фирмой Ikarus с 1953 по 1972 годы и поставлявшийся во многие социалистические страны, преимущественно в Восточной Европе.

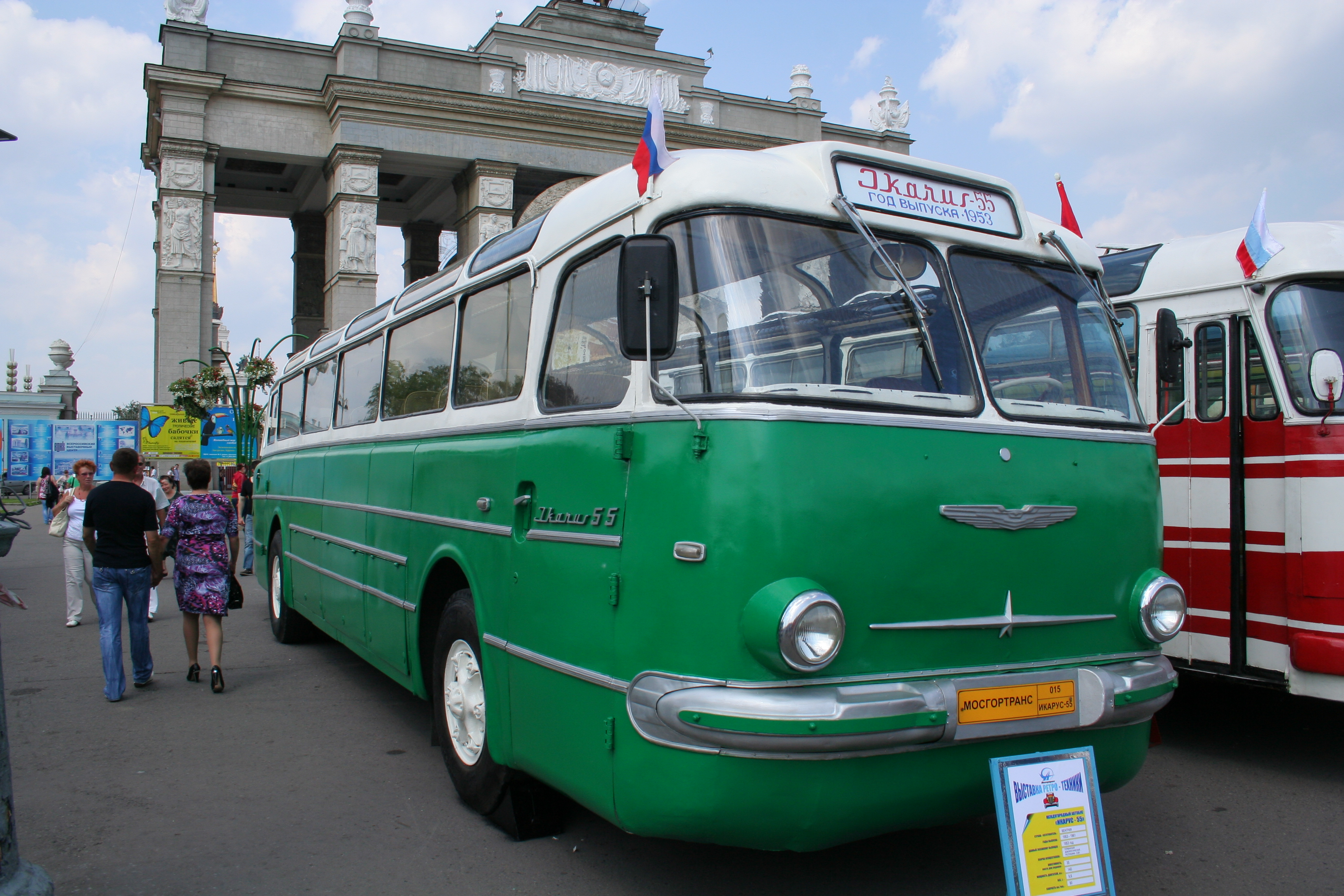
Московский музейный Ikarus 55

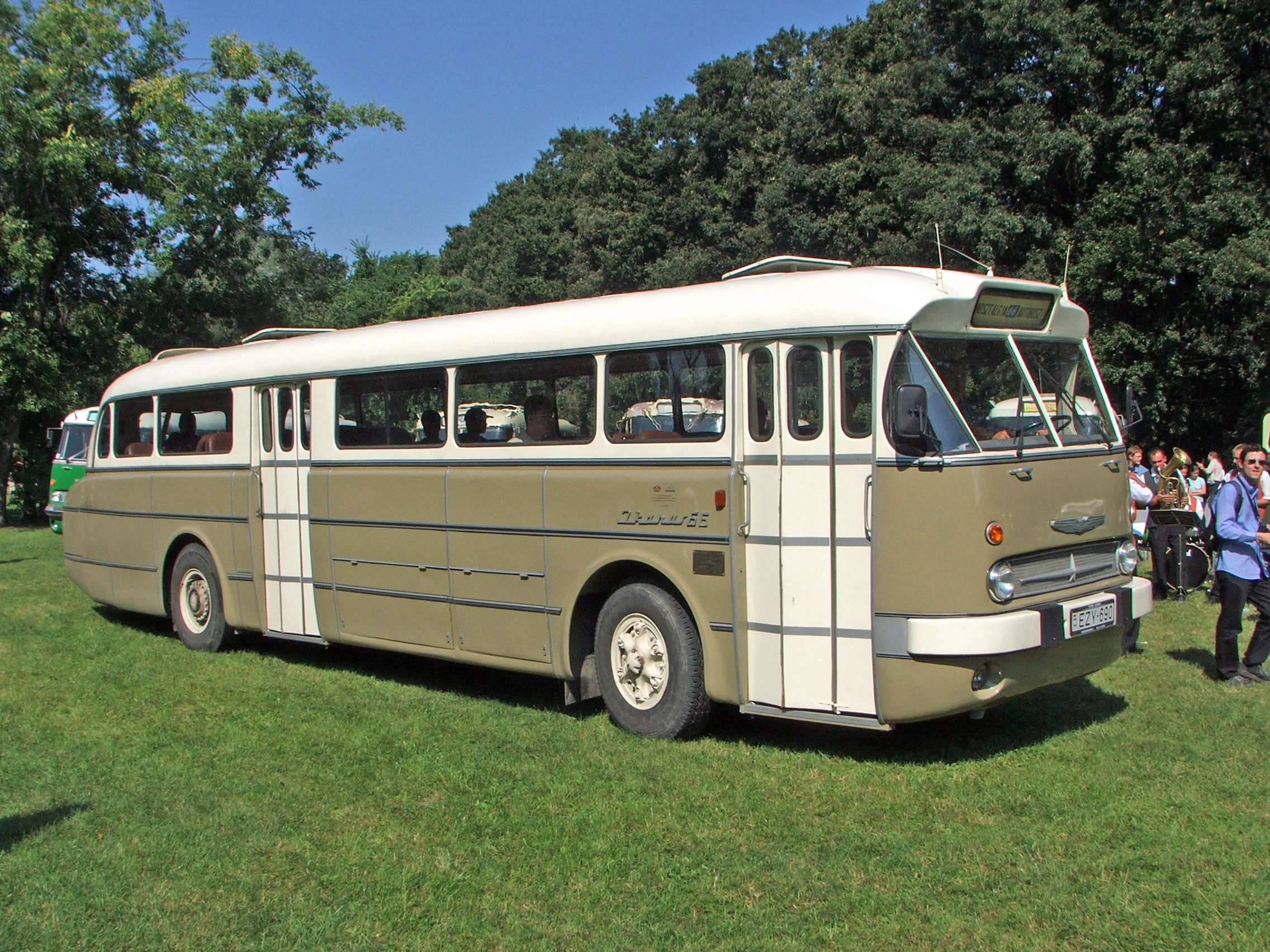
Городской вариант Ikarus 66

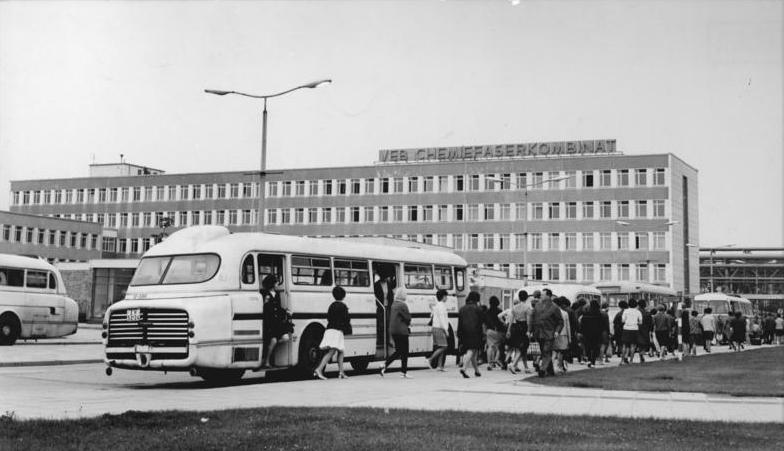
Характерная корма автобусов Ikarus 55/66

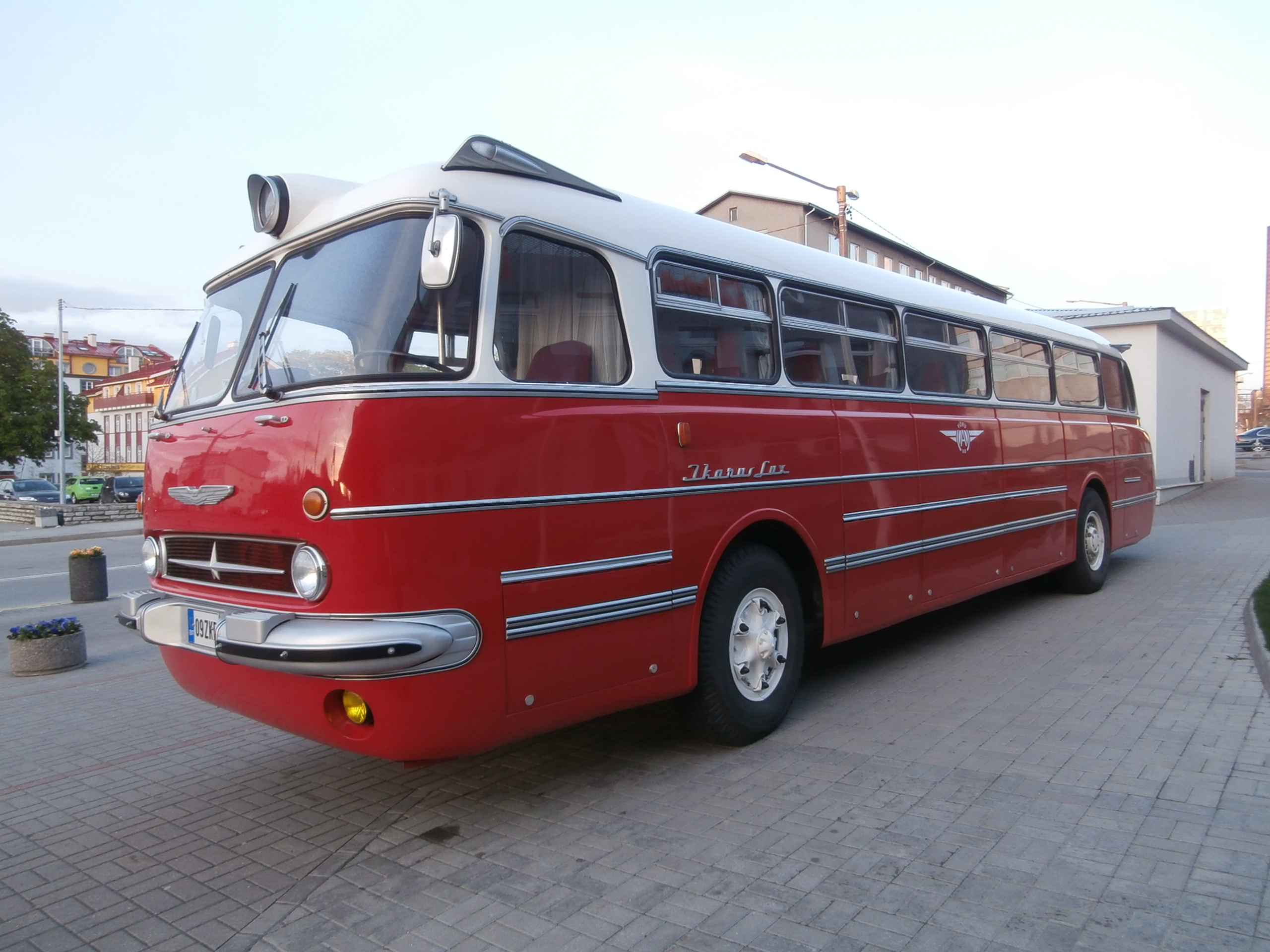
Ikarus Lux перед зданием Таллинского автовокзала 14 мая 2014 года

## История
С 1955 по 1973 годы на основе Ikarus 55 велось производство междугородных автобусов Ikarus Lux с двигателем Csepel (Csepel Motorkerékpárgyár) мощностью 170 л. с. и комфортабельным салоном с мягкими сиденьями на 32 места. Эта модель с надписью Ikarus Lux (без цифры 55, что говорит о самостоятельном типе автобуса) у входной двери и с вызывавшей восхищение[кого?] фарой над лобовым стеклом стала основой венгерского экспорта и продержалась в производстве почти 20 лет. Ikarus Lux стал основным междугородным автобусом, эксплуатировавшимся в СССР. Их можно было встретить на автовокзалах Москвы, Ленинграда, Риги, Таллина и других крупных городов. Выпускался также городской трёхдверный вариант — Ikarus 66, который появился раньше (в СССР поставлялся в малых количествах; в основном, в Прибалтику).
Ikarus 55 имел несущий кузов вагонной компоновки. Характерной особенностью был выступающий назад моторный отсек. Салон имел 31 сиденье для пассажиров + 1 для кондуктора. В качестве двигателя использован четырёхтактный рядный 6-цилиндровый дизель Csepel-D614.22 мощностью 145 л. с. Коробка передач механическая синхронизированная 5-ступенчатая. Рулевое управление с гидроусилителем. Подвеска всех колёс рессорная с гидравлическими телескопическими амортизаторами. Обладая примерно равной вместимостью с отечественными ЛАЗ-697, «Икарусы» превосходили их комфортабельностью и наличием экономичного дизельного двигателя. Заднее расположение двигателя позволяло эксплуатировать автобус без риска отравления угарным газом. Автобусы Ikarus Lux считались очень надёжными, проходили без капремонта более миллиона километров.
За характерный футуристический облик автобус получил у водителей прозвища «Спутник», «Ракета» и «Пылесос» (последние два — за схожесть с выпускавшемся в Советском Союзе пылесосом «Ракета» сигарообразной формы, а также за очень шумный двигатель). Необычная корма задней части способствовала появлению прозвища «Комод».
В СССР отдельные автобусы этой модели эксплуатировались на междугородных линиях до начала 1980-х годов, когда были заменены более современными моделями семейства Ikarus 250/255/256 того же завода.

## Технические характеристики

### Общие
- Тип кузова — несущий
- Число мест («Люкс») — 32 (34)
- Число дверей («Люкс») — 2 + водительская (1 + водительская)
- Запас топлива, л — 250
- Масса, кг:

сухая — 9 300
снаряженная — 9 500
полная — 12 730
- Распределение полной массы, кг:

на переднюю ось — 4 250
на заднюю ось — 8 480
- Радиус поворота по колее переднего наружного колеса, м — 10,25
- Максимальная скорость с полной нагрузкой, км/час — 98
- Максимальный преодолеваемый подъём, % — 27
- Контрольный расход топлива, л/100 км — 32
- Вместимость багажников, м³ — 4,8
- Габариты, мм:

длина — 11 400
ширина — 2 500
высота — 2 870
- Колёсная база, мм — 5 550
- Дорожный просвет, мм — 290
- Свесы, мм:

передний — 2 300
задний — 3 385

### Двигатель
- Расположение — заднее
- Модель — «Csepel D-614»
- Тип — четырёхтактный, дизельный, предкамерный
- Число цилиндров — 6
- Число опор коленчатого вала — 7
- Расположение цилиндров — рядное
- Расположение клапанов — верхнее
- Диаметр цилиндра, мм — 112
- Ход поршня, мм — 140
- Рабочий объём цилиндров, л — 8,28
- Степень сжатия — 19
- Порядок работы цилиндров — 1-5-3-6-2-4
- Максимальная мощность («Люкс»), л. с. — 145 (170) при 2300 об/мин
- Максимальный крутящий момент, кг·м — 50 при 1400 об/мин
- Минимальный удельный расход топлива, г/л. с.ч — 190
- Система охлаждения — жидкостная
- Система смазки — комбинированная
- Сухая масса двигателя, кг — 630[источник не указан 1853 дня]

### Трансмиссия
- Сцепление — однодисковое, сухое
- Коробка передач — механическая, пятиступенчатая, трехходовая, с синхронизаторами включения II—V передач
- Передаточные числа КПП — I-6.17; II-2.99; III-1.59; IV-1.00; V-0.78; З. Х.-6.68
- Главная передача заднего моста — двухступенчатая, передаточное число — 5,85
- Редукторы:

центральный — конический, передаточное число — 1,78
колесный — планетарный, передаточное число — 3,28

### Рулевое управление
- Рулевой механизм — глобоидальный червяк и двойной ролик, передаточное число — 29
- Усилитель — гидравлический[источник не указан 1853 дня]

### Тормозные системы
- Рабочая — барабанного типа, на все колеса, с пневматическим приводом
- Стояночная — барабанного типа, на задние колеса, с механическим приводом
- Тормоз-замедлитель — моторный, клапанного типа, закрывающий выпускной трубопровод двигателя и подачу топлива, с пневматическим управлением[источник не указан 1853 дня]

## Сохранившиеся до наших дней автобусы
В России до наших дней сохранились как музейные экспонаты два автобуса «Икарус-55».
- Первый находится в Москве в Музее пассажирского транспорта.
- Второй «Икарус-55» восстановлен в 2015—2016 годах для музея ГУП «Пассажиравтотранс». Кузов автобуса, сохранивший большую часть оригинальных деталей, включая двигатель, был выкуплен в октябре 2014 года. Автобус стоял в Подмосковье на территории одного из закрытых предприятий в лесу. По состоянию на октябрь 2016 года полностью восстановлен внешний вид и интерьер автобуса, самостоятельного хода машина не имела. 26 апреля 2017 года данная машина своим ходом прибыла на площадку ГУП «Пассажиравтотранс» в Санкт-Петербурге. Тем не менее, данный экземпляр является в большей степени репликой, чем отреставрированным образцом. Автобус полностью восстановлен только внешне. Вся ходовая часть заимствована от списанных автобусов ЛиАЗ, а салон собран из элементов салона автобуса Икарус образца 1990-х годов.

В 2016 году в Беларуси был обнаружен ещё один экземпляр данной модели автобуса.
В Эстонии три автобуса модели Икарус-55 «Люкс» до сих пор на ходу и участвуют в выставках.
Всего в мире до наших дней сохранилось около 20 автобусов этого типа из примерно 7500 выпущенных.
В сентябре 2022 года Музей транспорта Москвы завершил реставрацию ретроавтобуса «Икарус-55». Автобус войдет в постоянную экспозицию музея и будет представлен на первом этаже гаража Мельникова на Новорязанской улице в конце 2024 года.